# Sierra Pelada y Rivera del Aserrador
Sierra Pelada y Rivera del Aserrador es un paraje natural español de la Provincia de Huelva (Andalucía). Fue creado en 1989
y está clasificado como Zona de especial protección para las aves (ZEPA). Además, en 2016 fue declarado Zona Especial de Conservación (ZEC)